# なんとかしなくちゃ!
『なんとかしなくちゃ!』は、いでまゆみによる日本の漫画作品。原作は山中恒の児童文学「おれがあいつであいつがおれで」である。
『なかよし』（講談社）にて1981年1月号から1981年6月号まで連載された。

## 書誌情報
- なんとかしなくちゃ!、初版発行日1981年8月5日